# Borja García (labdarúgó, 1990 november)
Borja García (Torremocha de Jarama, 1990. november 2. –) spanyol korosztályos válogatott labdarúgó, a Girona középpályása.

## Pályafutása
García a spanyolországi Torremocha de Jarama községben született. Az ifjúsági pályafutását a Villaverde csapatában kezdte, majd a Rayo Vallecano akadémiájánál folytatta.
2009-ben mutatkozott be a Rayo Vallecano felnőtt keretében. 2011-ben a Córdoba szerződtette. 2012-ben a Real Madrid B-hez írt alá. A 2014–15-ös szezonban a Córdoba csapatát erősítette kölcsönben. 2015-ben a Gironához, majd 2020-ban a Huescához igazolt. 2021. szeptember 3-án kétéves szerződést kötött a másodosztályban szereplő Girona együttesével. Először a 2021. szeptember 12-ei, Málaga ellen 2–0-ra elvesztett mérkőzés 69. percében, Samuel Sáiz cseréjeként lépett pályára. Első gólját 2022. március 27-én, az Almería ellen idegenben 1–0-ás győzelemmel zárult találkozón szerezte meg. A 2021–22-es szezonban feljutottak a La Ligába.

## Statisztikák
2023. március 13. szerint
| Klub     | Szezon   | Osztály          | Bajnokság | Bajnokság | Kupa és Ligakupa | Kupa és Ligakupa | Nemzetközi | Nemzetközi | Összesen | Összesen |
| Klub     | Szezon   | Osztály          | Meccs     | Gól       | Meccs            | Gól              | Meccs      | Gól        | Meccs    | Gól      |
| -------- | -------- | ---------------- | --------- | --------- | ---------------- | ---------------- | ---------- | ---------- | -------- | -------- |
| Girona   | 2015–16  | Segunda División | 35        | 3         | 0                | 0                | —          | —          | 35       | 3        |
| Girona   | 2016–17  | Segunda División | 39        | 7         | 1                | 0                | —          | —          | 40       | 7        |
| Girona   | 2017–18  | La Liga          | 37        | 2         | 1                | 0                | —          | —          | 38       | 2        |
| Girona   | 2018–19  | La Liga          | 33        | 1         | 4                | 0                | —          | —          | 37       | 1        |
| Girona   | 2019–20  | Segunda División | 41        | 5         | 0                | 0                | —          | —          | 41       | 5        |
| Girona   | Összesen | Összesen         | 185       | 18        | 6                | 0                | 0          | 0          | 191      | 18       |
| Huesca   | 2020–21  | La Liga          | 21        | 1         | 0                | 0                | —          | —          | 21       | 1        |
| Girona   | 2021–22  | Segunda División | 28        | 2         | 2                | 0                | —          | —          | 30       | 2        |
| Girona   | 2022–23  | La Liga          | 7         | 1         | 0                | 0                | —          | —          | 7        | 1        |
| Girona   | Összesen | Összesen         | 35        | 3         | 2                | 0                | 0          | 0          | 37       | 3        |
| Összesen | Összesen | Összesen         | 241       | 22        | 8                | 0                | 0          | 0          | 249      | 22       |

## Sikerei, díjai
Girona
- Segunda División
  - Feljutó (1): 2016–17, 2021–22